# Pokrajinska literatura
Pokrajinska literatura ali regionalna literatura izpostavlja pokrajino, v kateri se dogaja, s čimer  omejuje svoj narativni značaj v korist lirskosti, folklornosti ali potopisnosti.

## Regionalizem v literaturi
Regionalizem v literaturi pomeni poudarjanje pokrajinskih značilnosti v leposlovju oz. naravnanost na oblikovanje življenja posameznih pokrajin, regij z njihovimi naravnimi, pokrajinskimi, socialnimi in kulturnimi posebnostmi.
V slovenski literaturi predstavlja pojem regionalizma književnost regij, na katere se Slovenija oz. slovensko jezikovno področje tradicionalno deli: Kranjska s podenotami Gorenjsko, Notranjsko in Dolenjsko, ter južna Štajerska, Prekmurje, Primorska, Koroška in del Istre.
Zamejen je z letnicami 1918, ko osredjni jugovzhodni del slovenskega jezikovnega področja postane nacionalna upravna enota, najprej kot Dravska banovina, kasneje kot republika znotraj Jugoslavije (v tej dobi z zahodno pokrajino Primorske in Istro do Dragonje). Pred tem letom je regionalizem v književnosti in družbenem življenju, zlasti na Koroškem, izraz poudarjene identitete in v sozvočju s političnim programom Zedinjene Slovenije (npr. Prežihov Voranc, Milka Hartman). Vrh doživi med letoma 1927 in 1935. O njem so s kritično distanco - torej na osnovi družbenopolitične analize in ne literarne analize, ki bi izvirala iz samega besedila - največ razpravljali v literarni reviji Ljubljanski zvon (npr. Božidar Borko, Anton Debeljak in Ivo Brnčić).

## Ruralizem
Znotraj regionalizma je časovno nekoliko bolj zamejen pojem ruralizma, tj. umetnostna smer, ki obravnava kmečko in podeželsko tematiko. V Sloveniji (oz. takratni Dravski banovini znotraj Jugoslavije) so o njem pisali med letoma 1932 in 1941, edini "domači" predstavnik pa je Anton Novačan (pojem "domači" je vsekakor znanstveno oporečen, ker so npr. tudi Koroški slovenski avtorji/raziskovalci na svojem domačini, enako velja za Kanalčane, oz. ker vsebuje sistemsko konceptualno izklučitev zamejskih Slovencev in enačenje slovenskega področja z R. Slovenijo). Pobude zanj so prišle  iz češke književnosti (Josef Knap, Jan Čep).
Kritik Božidar Borko je ruralizem utemeljil kot odpor proti meščanski literaturi, njegovo vodilo nazaj k zemlji pa kot posledico pretresov prve svetovne vojne. Obema, tako češkemu kot slovenskemu ruralizmu, je skupen boj proti svetovljanstvu v literaturi (literatura mora biti tujcu tuja!).
Za pisatelje ruraliste je značilno, da večino svojega pisanja namenijo kmetu in zemlji, veliko jih je bilo tudi po rodu bajtarjev. V delih so ustvarjali poseben naturalizem.

## Pokrajinska književnost
Poudarjanje vrednosti pokrajine se je na Slovenskem začelo najprej v liriki, saj so številni pesniki zasloveli s pesmimi na temo pokrajine:
- Sorško polje 
  - Simon Jenko
- Kras 
  - Srečko Kosovel
- Goriška 
  - Simon Gregorčič (goriški slavček)
- Goriška Brda
  - Alojz Gradnik
- Prekmurje
  - Miško Kranjec (poet prekmurskih ravnin)
  - Ferdo Godina
  - Feri Lainšček
- Istra
  - Marjan Tomšič
- Koroška (avstrijska, italijanska in "republiško slovenska")
  - Bukovništvo
  - Prežihov Voranc
  - Fran Eller
  - Milka Hartman
  - Florjan Lipuš
  - Gustav Januš
  - Andrej Kokot
  - Anton Haderlap
  - Valentin Polanšek ("Karantanske pesmi")[1]
  - Tomaž Ogris[2]
  - Mirko Messner
  - Bojan-Ilija Schnabl[3][4][5].

Prvi znanilec pokrajinske proze na Slovenskem je bil Fran Jaklič, ki je svoje povesti poimenoval po krajih, v katerih se dogajajo. Razmah doživi pokrajinska proza v času socialnega realizma (okoli leta 1930) z deli Miška Kranjca, Prežihovega Voranca in Antona Ingoliča.
Termin pokrajinske književnosti je v slovenski literarni zgodovini uvedel Anton Breznik, ki si je prizadeval, da bi kot prevod nemškega termina »Heimatliteratur« uvedli termin pokrajinska in ne domačijska literatura. Kasneje se je med njima uvedlo razlikovanje: pokrajinska literatura poudarja pokrajino, ki usmerja delovanje in značaj literarnih oseb, domačijska literatura pa v ospredje postavlja dom, družino in rodbino, ki pogosto zasenčijo delovanje osrednjega lika. Poglavitna žanra pokrajinske literature sta regionalni roman in pokrajinska povest.
Tendenca avtorjev pri ustvarjanju pokrajinske literature je bila upodobitev in s tem predstavitev obrobnih regij (zlasti Primorske in Koroške, ki sta bili od osrednjega slovenskega ozemlja najdlje ločeni). Obrobne regije so tako ohranjale stik s centrom, bralci osrednjih regij pa so spoznali eksotiko obrobja, kar je pripomoglo k medsebojnemu poznavanju in povezovanju regij. Najbolj pisateljsko zastopane regije so Primorska, Koroška in Prekmurje ter Istra.
Za avtorje regionalne literature je pomembno, da se bralci regije v delu prepoznajo in avtorja vzamejo za svojega (po njem poimenujejo knjižnice, šole, društva ...).
Vsekakor za novejšo koroško slovensko pokrajinsko obarvano leposlovje ni značilen soc-realistični prikaz socialnih ali političnih razmer (kot je to vznačilno za družbenopolitično pogojeno analizo za časa SFRJ), temveč jih prav nasprotno zaznamuje svetovljanska odprtost, ki povezuje mikrokozmos in nove družbene tendence (ekologija, ezoterika, univerzalna ljubezen itd., npr. "Magnolija in tulipani", "Božja pot v Gospo Sveto", "Tamnah, Na Tamnach – Temna gora").

### Avstrijsko koroška slovenska pokrajinska spominjska književnost
Posebnega pomena na avstrijskem Koroškem je lokalna spominjska literatura, zvrst med regionalno in zgodovinsko zaznamovano avtobiografijo in literaturo, ki je prav tako pokrajinska književnost. Le-ta je pogosto usmerjena v premostitev travm političnega in kulturnega zatiranja, deportacij leta 1942  in splošnega družbenega nasilja.
Med avtorje štejemo: 
- Anton Haderlap ("Graparji")[7], "Moje Zarje"[8],
- Tone Jelen ("Hoja za mavrico")[9],
- Andrej Kokot ("Ko zori spomin"[10],
- Lipej Kolenik ("Mali ljudje na veliki poti"[11], "Znova"[12]),
- Helena Kuchar ("Jelka")[13],
- Franc Kukovica ("Nepozabljeno")[14]
- Florjan Lipuš ("Odstranitev moje vasi")[15],
- Tomaž Ogris ("Anisja")[16].
- Tonči Schlapper ("Iz življenja na obronkih")[17].
- Katja Sturm-Schnabl (spominska besedila)[18][19][20][21].

Dodatno štejemo med avtorje te zvrsti tudi avtorje kot so to.: 
- Franc Arnejc
- Tonči Dolinšek
- Franc Isop
- Ana Jug-Olip
- Slavka Kukovica
- Mirko Kumer
- Peter Mohar
- Franc Petek
- Karel Prušnik-Gašper
- Blaž Reichman
- Franc Resman
- Ciril Rudolf
- Josip Šašel
- Jurij Trunk
- Reginald Vospernik

## Regionalizem v drugih književnostih
Ameriški literarni prostor dojema regionalno oz. lokalno literaturo (American Literary Regionalism) podobno: to je literatura, ki se osredotoča na like, navade, narečja, topografijo in ostale posebnosti posamezne regije. Vrh je dosegla v času državljanske vojne in konec 19. stoletja. Pomembna je tudi v izobraževanju, predvsem na Univerzi v Michiganu, kjer izvajajo program New England Literature Program, v okviru katerega študentje potujejo v posamezne regije in tam študirajo literaturo, ki se nanje nanaša. Ameriški regionalistični pisatelj je William Faulkner.
Latinska Amerika pozna izraz criollismo oz. costumbrismo: to je gibanje, ki bi lahko bilo enakovredno regionalizmu, vendar ima svojevrsten izvor in oblike. V Franciji regionalno literaturo definirajo kot litterature de terroir (Régionalisme (littérature)).
V nemški književnosti se je uveljavil izraz Heimatliteratur oz. (Heimatdichtung). Nekateri avtorji nemškega literarnega regionalizma so kanonizirani (Jeremias Gotthelf, J. P. Hebbel, Adalbert Stifter, Gottfried Keller, Theodor Storm, Peter Rosegger, Ludwig Anzengrubber, Wilhelm Raabe), nekatere pa uvrščajo v trivialno literaturo.
Po regionalizmu so poznani Skandinavci (Sigrid Undset); norveški pisatelj Knut Hamsun je dobil celo Nobelovo nagrado.
Regionalistični avtorji drugje: v Italiji Giovani Verga in Cesare Pavese - poleg številnih regionalno zaznamovanih avtorjev, zlasti v manjšinskih jezikih (Sicilijanci, Sardi ter Slovenci, med njimi Boris Pahor ("Mesto v zalivu"). Na Poljskem štejemo med avtorje te zvrsti: Władisław Stanisław Reymont, na Hrvaškem Miroslav Krleža (Balade Petrice Kerempuha v kajkavščini) in dela Vladimirja Nazorja v čakavščini.